# Chiesa di San Martino (Vigodarzere)
La chiesa di San Martino è la parrocchiale di Vigodarzere, in provincia e diocesi di Padova; è a capo del vicariato di Vigodarzere.

## Storia

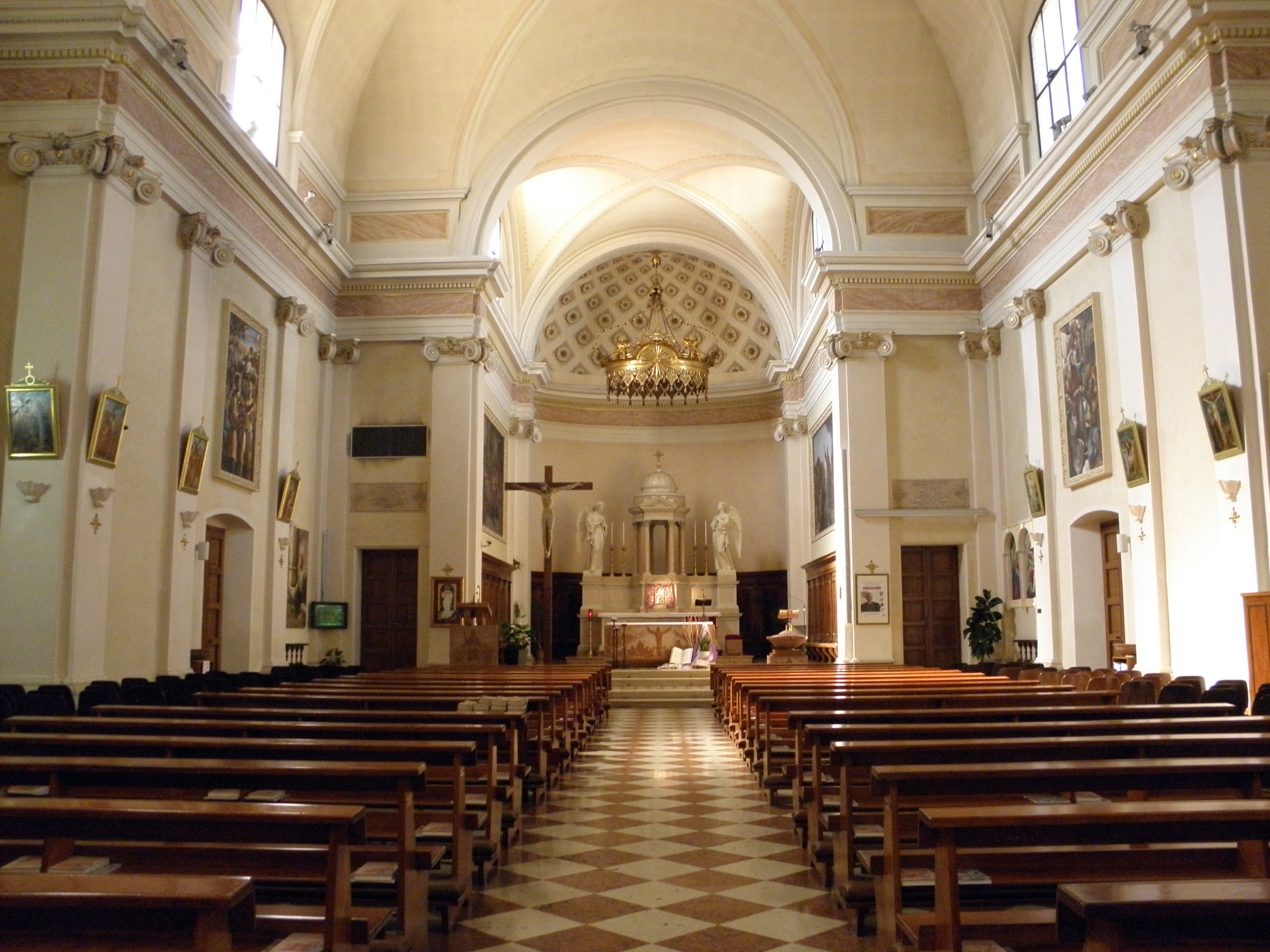
L'interno

Dalla decima papale del 1297 si apprende che l'originaria chiesa di Vigodarzere era filiale della pieve di Torre. Dalla relazione della visita pastorale del 1572 si sa che detta chiesa era spoglia, da quella della visita del 1587 che era parrocchiale e da quella della visita del 1620 che era in stile romanico. All'inizio del XIX secolo la chiesa versava in cattive condizioni e si decise perciò di riedificarla. Il presbiterio della nuova parrocchiale venne costruito nel 1820, mentre la navata fu eretta tra il 1865 ed il 1878; il 27 ottobre di quello stesso anno fu impartita la consacrazione. Nel 1939 dalla parrocchia di Vigodarzere fu smembrata quella di Terraglione e, nel 1967, quella di San Bonaventura.